# المؤتمر الوطني للمعارضة الليبية

استخدم المؤتمر الوطنيعلم الجمهورية الليبية وأصبح في نهاية المطاف العلم الرسمي لليبيا بعد الإطاحة بمعمر القذافي.

كان المؤتمر الوطني للمعارضة الليبية (NCLO) عبارة عن منظمة ليبية معارضة في السنوات الأخيرة من نظام القذافي. وكان هدفها المعلن هو وضع «نهاية للاستبداد وإقامة شرعية دستورية وديموقراطية» في ليبيا. تم تشكيل المؤتمر الوطني للمعارضة الليبية في 2005 وساعد في تنظيم بعض الاحتجاجات المبدئية التي أدت إلى الحرب الأهلية في ليبيا.

## الخلفية
في مايو من عام 2005, عقدت اللجنة المنظمة بالمؤتمر الوطني للمعارضة الليبية سلسلة من اللقاءات الأسبوعية لمناقشة ووضع جدول أعمال للمؤتمر «لتجميع الأساليب العملية لمتابعة الجهود المبذولة من قِبل الأفراد والجماعات السياسية الليبية في تحديهم لديكتاتورية» معمر القذافي.
تم تشكيل المؤتمر الوطني للمعارضة الليبية في السادس والعشرين من يونيو عام 2005 في لندن. واجتمع المؤتمر الذي يتألف في الأساس من قوى معارضة ونشطاء يعيشون خارج ليبيا على ثلاثة مطالب مشتركة هي:
1. القضاء على جميع القوى الثورية والسياسية والعسكرية والأمنية التابعة لمعمر القذافي، وثانيًا
2. تشكيل حكومة انتقالية من أفراد مشهود لهم بالثقة ولديهم القدرات اللازمة لإدارة الدولة لفترة لا تزيد عن العام لإعادة الدولة مرة ثانية إلى الحياة الدستورية، وثالثًا
3. إقامة دولة دستورية وديموقراطية تستند إلى مفاهيم رئيسية مثل التنوع الثقافي والسياسي والانتقال السلمي لصلاحيات الحكومة، دولة تكفل الحريات الأساسية وحقوق الإنسان وترسي سيادة القانون والمساواة وتكافؤ الفرص لجميع المواطنين الليبين بدون أي صورة من صور التمييز; دولة تحمي الموارد الوطنية وتطورها وتهتم بإقامة علاقات خارجية متوازنة مبنية على الاحترام المتبادل.

عقب مؤتمر 2005، توافق المؤتمر الوطني للمعارضة الليبية على إرسال بعثة للمطالبة بإتاحة وسيلة له لمخاطبة الشعب الليبي وعلى ضرورة إنشاء آلية قانونية لمقاضاة قادة نظام القذافي. وكان المؤتمر حتى هذا الوقت يستخدم مواقع الإنترنت والشبكات الاجتماعية مثل الفيسبوك كأدوات سياسية لتنظيم وحشد الدعم.

## الحرب الأهلية في ليبيا
أثناء الحرب الأهلية في ليبيا، ساعد المؤتمر الوطني للمعارضة الليبية في تنظيم «يوم الغضب» في السابع عشر من فبراير مشيرا إلى أن «كل» الجماعات المعارضة للقذافي سواء داخل ليبيا أو في المنفى شاركوا في التخطيط للمظاهرات في ذكرى مظاهرات بني غازي في السابع عشر من فبراير عام 2006 التي قامت في البداية ضد نشر صحيفة يولاندس بوستن رسومًا كاريكاتيرية مسيئة للرسول محمد (صلى الله عليه وسلم), ولكنها تحولت إلى مظاهرات ضد القذافي.
اختفى الموقع الإلكتروني للمؤتمر الوطني للمعارضة الليبية بعد نهاية الحرب الأهلية، ويُعتقد حاليًا أن المنظمة قد تم حلها بعد أن تحقق الغرض منها ويُعتقد كذلك أن الجماعات التي كانت عضوة فيها لم تعد قائمة.

## الجماعات الأعضاء
يُعد المؤتمر الوطني للمعارضة الليبية هو المنظمة الأم لسبع منظمات أصغر، من بينها:
- الرابطة الليبية لحقوق الإنسان[7]
- المؤتمر الليبي للأمازيغية[8]
- الجبهة الوطنية لإنقاذ ليبيا
- الاتحاد الدستوري الليبي

## وصلات خارجية
- Foundation of the Conference
- Libya's Opposition Movement: The Road to Tripoli Qantara.de